# Donkey Rhubarb
Donkey Rhubarb - мини-альбом электронного музыканта Ричарда Дэвида Джеймса, выпущенный под псевдонимом Aphex Twin 14 августа 1995 года на лейбле Warp Records

## Выпуск
Donkey Rhubarb продержался одну неделю в чарте Великобритании, заняв 78 место в UK Singles Chart.
На заглавную песню был снят видеоклип Дэвидом Слэйдом в 1995 году.Видеоклип вышел на DVD компанией Warp в сентябре 2009 года.

## Критический приём
Нед Рэггетт из AllMusic дал EP оценку в четыре звезды, похвалив Donkey Rhubarb за его "прекрасную основную мелодию, украшенную быстрыми битами, бипами и тому подобным" и заявив о версии Филипа Гласса "Icct Hedral", что "холодная мелодия оригинала стала еще более безмятежно прекрасной и тревожной одновременно благодаря прекрасной оркестровке Гласса"

## Трек лист
| №                   | Название                                   | Длительность |
| ------------------- | ------------------------------------------ | ------------ |
| 1.                  | «Donkey Rhubarb»                           | 6:08         |
| 2.                  | «Vaz Deferenz»                             | 5:49         |
| 3.                  | «Icct Hedral (Philip Glass Orchestration)» | 8:05         |
| 4.                  | «Pancake Lizard»                           | 4:31         |
| Общая длительность: | Общая длительность:                        | 24:10        |

### Бонус трек переиздания 2017 года
| №                   | Название                                                    | Длительность |
| ------------------- | ----------------------------------------------------------- | ------------ |
| 1.                  | «icct hedral (Philip Glass dry version+bonus DAT glitches)» | 7:55         |
| Общая длительность: | Общая длительность:                                         | 32:05        |